# Issam Asinga
Issamade Asinga, detto Issam, (Atlanta, 29 dicembre 2004) è un velocista surinamese.

## Biografia
Cresciuto in Zambia, è figlio dei corridori olimpici Tommy Asinga e Ngozi Mwanamwambwa.
Nell'agosto 2023 viene provvisoriamente sospeso da World Athletics a causa di una positività riscontrata all'agente dopante GW1516.

## Record nazionali
Seniores
- 60 metri indoor : 6"57 ( Boston, 11 marzo 2023)
- 200 metri piani: 19"97 (+1,3 m/s) ( Lubbock, 29 aprile 2023)

## Palmarès
| Anno | Manifestazione          | Sede      | Evento      | Risultato | Prestazione | Note                  |
| ---- | ----------------------- | --------- | ----------- | --------- | ----------- | --------------------- |
| 2023 | Campionati sudamericani | San Paolo | 100 m piani | Oro       | 9"89        | Record dei campionati |
| 2023 | Campionati sudamericani | San Paolo | 200 m piani | Oro       | 20"19       | Record dei campionati |